# フランセス・ブランドン
レディ・フランセス・ブランドン（Lady Frances Brandon, 1517年7月16日 - 1559年11月20日）は、16世紀イングランドの貴族女性。結婚後の姓名はフランセス・グレイ（Frances Grey, Duchess of Suffolk, Marchioness of Dorset）。イングランド王ヘンリー8世の妹メアリー王女と、第2期初代サフォーク公爵チャールズ・ブランドンの長女。第3期初代サフォーク公爵ヘンリー・グレイの妻。
王室に最も血縁の近い親族の一人として、王位継承権者に数えられた。1553年、娘のジェーン・グレイを王位に就ける陰謀が計画されたが、メアリー1世によって阻止された。しかしジェーンと夫が処刑された後も生き延び、他の娘たちの相続権を保持し、宮廷で重きをなし続けた。
後世、ジェーン・グレイを政争の犠牲者と見なして偶像化する動きが起こると、その反動でフランセスを悪者扱いする風潮が強まった。その結果、フランセスは残忍で粗暴な母親であったとする、事実とはかけ離れた人物像が18世紀以降しばしば描かれるようになった。

## 生涯

### 幼少期
当時はイーリー司教領だったハットフィールドで生まれた。フランス前王妃のメアリー王女は、王室の尊崇を受けるウォルシンガムの聖母礼拝堂に詣でるためウォルシンガムに向かう途中だったが、想定外の陣痛が始まった。メアリーは他に頼る人もないため司教の好意で家を借り、午前2時から3時の間に女児を出産した。2日後、女児はハットフィールドの教会で洗礼を受け、フランセスと命名された。フランセスという名は当時のイングランドの命名の慣習からすれば、きわめて珍しい名前であった。これには2つの理由があった。一つは両親が自分たちを結婚させてくれた恩のあるフランス王フランソワ1世にちなんだ名前を娘に付けたかったため。もう一つは、フランセスの誕生日の7月16日が、アッシジのフランチェスコの列聖日にあたったためである。
フランセスの洗礼の代母は、王妃キャサリン・オブ・アラゴン（義理の伯母）と、その娘で1歳年長の従姉にあたるメアリー王女が務めた。2人とも洗礼式には出席せず、2人の女官が代理人として遣わされた。教会内はテューダー家の紋章とフランスの百合の紋章の模様の金襴で飾られ、フランセスが王室の血を引く娘であることを示した。厳密に言えば女児の身分は公爵令嬢に過ぎなかったが、母親から王室の血を受け継いでいるために特別な存在だった。ヘンリー7世の孫娘、ヘンリー8世の姪として、イングランドの王位継承権を有していた。
フランセスは1歳年長の兄ヘンリー（1516年生）、2人の異母姉アンとメアリー一緒に、サフォーク州の両親の屋敷ウェストホープで育った。1521年までに妹のエリナーが生まれた。兄ヘンリーはごく幼くして死んだが、1523年には同名の弟ヘンリーが生まれた。父チャールズはその頃、被後見人となった2人の未成年の令嬢マグダレン・ロチェスター（Magdalen Rochester）とキャサリン・ウィロビーを引き取り、フランセスと兄弟姉妹は彼女たちと一緒に育つことになった。1525年、フランセスの同母弟ヘンリーが伯父ヘンリー8世によってリンカーン伯爵に叙爵されると、王は嫡出の男子が望めないので甥を後継者にするつもりではないか、とする憶測が飛び交った。もし弟が王位に就いた場合、フランセスは王の（同腹の）最年長の姉という、非常に強大な立場になりえた。
父チャールズは、前の2度の結婚歴が錯綜したものだったこともあり、3人目の妻となったメアリー王女との結婚時には独身だったと証明することで、子供たちの嫡出子認定を得ようとした。子供たちがもし婚外子だと宣告された場合、彼らの王位継承資格は否定されてしまうからである。教皇庁の発した1528年5月12日の嫡出証明書により、フランセスと同腹の弟妹は正式に嫡出子と宣言され、イングランド王位継承権も安泰となった。

### 最初の結婚生活
1530年、父はフランセスに国内最有力の諸侯ノーフォーク公爵の嗣子サリー伯との縁談を持ち込んだ。ところがサリー伯は、フランセス側の提示した持参金の額に満足できないという侮辱的な理由で、彼女との縁談を破棄した。2年後の1532年、フランセスは第3代ドーセット侯爵ヘンリー・グレイと婚約した。ドーセット侯はアランデル伯爵の娘キャサリン・フィッツアラン（Lady Katherine FitzAlan）と婚約中だったが、王の姪であるフランセスの方がより良い条件を備えていた。もっとも、ドーセット侯とキャサリンは長く許婚同士だったため、婚約破談の際には訴訟にまで発展した。
ドーセット侯は1530年に父を亡くした際にまだ13歳だったため、フランセスの父チャールズは、将来の娘婿の後見人となっていた。1533年3月、フランセスとドーセット侯はロンドン・サザーク (Southwark) にあるチャールズの邸宅サフォーク・プレイス (Suffolk Place) において結婚式を挙げた。ほぼ同じ頃、フランセスの同母妹エリナーがカンバーランド伯爵と婚約している。
フランセスの結婚式は、母メアリー王女にとって公の場に出る最後の機会となった。すでに重い病に罹っていたメアリーは、式後すぐにウェストホープの本邸に帰って行った。15歳のフランセスと夫ヘンリーは、グレイ家の本邸のあるレスターシャーのブラッドゲートへ向かった。5月28日、ヘンリー・グレイはアン・ブーリンの王妃戴冠式に出席した。その戴冠式の1か月後、メアリー王女はウェストホープで死去した。メアリーの埋葬式は7月21日に行われ、フランセスは葬列の先頭に立った。母の死からわずか3か月後、父サフォーク公は被後見人のキャサリン・ウィロビーを4度目の妻にした。新しい継母はフランセスよりも2歳年下だった。
フランセスとヘンリー・グレイは宮廷と領地を行き来しながら結婚生活を送った。宮廷生活は出費がかさむものの、若い侯爵夫妻は社交や祝祭、気晴らしの外出などを好んだ。フランセスがどの程度、夫に対する影響力を有していたのかは、不明である。ある同時代人は彼女を、夫よりも「高貴な生まれの婦人」であり、「その激しい気性から言っても、その気になれば容易に夫を自分に従わせられるだろう」としている。常に借金まみれだったにもかかわらず、グレイ夫妻は持ち前の気前の良さともてなしぶりから、人々に非常に好かれていた。
グレイ夫妻の最初の2人の子供（男児と女児）は、いずれも乳児の時に死んだ。1537年に生まれた夫妻の（実質的な）長女は、時の王妃ジェーン・シーモアの名前をもらい、ジェーンと名付けられた。1540年には次女キャサリンが、1545年には三女で末娘のメアリーが生まれた。末娘の生まれた年、父チャールズ・ブランドンが亡くなり、その称号と財産はキャサリン・ウィロビーの産んだフランセスの異母弟が相続した。
フランセスと夫ヘンリー・グレイとの関係が、結婚生活の最後の時期まで良好なものだったとは、断言できない。ヘンリーがはっきりプロテスタント陣営に与したのに対し、フランセスはカトリック信徒の従姉メアリー女王の友人であり、メアリー女王と親戚付き合いを続けた。一部の歴史家たちは、フランセスが1545年に28歳で三女を出産した後、二度と妊娠しなかったことが、ドーセット侯夫妻が疎遠になったことを示唆していると主張する。他方、1552年にフランセスが重病に罹り一時危篤に陥った時、ヘンリー・グレイは妻の元に急いで駆けつけている。

### サフォーク公爵夫人
フランセスは死後の数世紀にわたり、長女のジェーン・グレイを美化する人々によって冷酷で権勢欲の強い女性として描かれてきたが、存命中は多くの尊敬と敬意を集める婦人だった。専制的で情け容赦ない性格だったとする伝説とは対照的に、フランセスの生前の評判は寛容で親しみやすい、というものであった。例えば、彼女は夫の妹の子供たちで、両親を失ったトマス、マーガレット、フランシスのウィロビー兄弟を一時的に引き取って育てた。マーガレット・ウィロビーは後にフランセスの末娘メアリーの親友となり、トマス・ウィロビーはフランセスの異母弟たちと一緒にケンブリッジ大学セント・ジョンズ・カレッジに通った。兄弟はやがて叔父のジョージ・メドレー（George Medley）に引き取られたものの、依然としてフランセスの経済的援助を受けながら育った。
フランセスは王の姪として宮廷で最も地位の高い貴婦人の一人であり、頻繁に宮廷の儀式で役割を果たした。彼女は1537年に行われた王妃ジェーン・シーモアの葬儀で、ほぼ同年齢の2人の従姉メアリー王女およびマーガレット・ダグラスとともに葬列の先頭に立った。そして彼女たちと一緒に、王家の一員として新王妃アン・オブ・クレーヴズの歓迎役となった。フランセスは妹のエリナー、継母のキャサリン・ウィロビー、従姉マーガレット・ダグラスとともに王妃キャサリン・パーの女官となった。これはフランセス本人にとって大変な名誉であると同時に、長女のジェーンを宮廷内で有力な貴族グループに近づけるチャンスにもなった。
1551年、フランセスの異母弟ヘンリーとチャールズが粟粒熱により相次いで早死にすると、サフォーク公爵の称号はいったん王室に返上された。弟たちの死によりフランセスがブランドン家の合法的な相続人と見なされたため、同年、フランセスの夫ヘンリー・グレイが妻の権利によって初代サフォーク公爵に叙せられた。この叙爵によりグレイ家は貴族社会における地位を高めただけでなく、資産をも増やすことが出来た。
これに対し、不行跡ゆえに父によって相続権者から廃除されていた異母姉のグレイ・オブ・ポウィス男爵夫人アンが、ブランドン家の相続権を狙って異母妹のフランセスとエリナーは婚外子だと主張したため、姉妹の間で1年にわたる訴訟が起きた。アンは偽造証書を作成してフランセスが相続した領地の一部を横領し、これらを違法な形で売却した。アンはさらに、父のサフォーク公爵の称号を自分の2番目の夫ランダル・ハワース（Randal Haworth）が相続できるよう画策したが、失敗に終わった。結局、裁判所はフランセスと同母妹のエリナーをブランドン家の正統な相続人と認めた。

### 娘たちの教育
フランセスは娘たちの名前をイングランド国中に知らしめる必要を感じていた。王室の血筋かつプロテスタント信徒として育ったフランセスの長女ジェーンは、新王エドワード6世に最も相応しい花嫁候補の一人と見なされていた。こうした事情から、グレイ夫妻は多大な犠牲を払って3人の娘たちにきわめて高度な教育を受けさせた。ヘンリー8世没後、幼い新王エドワードは母方のシーモア家の庇護下にあり、伯父のサマセット公爵を後見人としていた。グレイ夫妻はサマセット公爵の弟トマス・シーモア卿から、夫妻の長女ジェーンを将来的に甥エドワード王の妃としたいので彼女を自邸で養育したい、との打診を受けた。当時ヘンリー8世の寡婦キャサリン・パーを妻としたばかりで、破竹の権勢を誇るかに見えたシーモア卿の申し出に、グレイ夫妻は嬉々として応じ、ジェーンをシーモア邸に預けた。
フランセスは有頂天になってシーモア卿を手紙で「愛する兄上」とまで呼ぶようになったが、まもなくグレイ夫妻は、シーモア卿の国王の外戚としての影響力が、彼自身が吹聴するほど強いものではないことに気付かされた。さらにシーモア卿は同居するフランセスの若い従妹エリザベス王女との恋愛スキャンダルまで起こすに至った。シーモア卿の妻キャサリン・パーが死去してまもなく、フランセスはシーモア邸に乗り込んで娘を自邸に連れ帰った。その直後にシーモア卿は王に対する陰謀を企てた疑いで逮捕され、反逆罪に死刑になった。フランセスは最初の選択はともかくとして、娘を取り戻すという最終的な決断は賢明だった。
夫のヘンリー・グレイはフランセスと同様にプロテスタント陣営に属し、極めて信心深いと評判だった。王室の家庭教師を務める碩学ロジャー・アスカムは、ブラッドゲートのグレイ家の本邸を訪問した後、グレイ一家、特にジェーンおよびグレイ夫妻の宗教的な美徳を称賛した。グレイ家に仕えるチャプレン・ジェームズ・ハッドン（James Haddon）は知り合いの牧師ミケランジェロ・フローリオに、ジェーンは両親の影響で信心深く、母親とはとても仲が良かったと語っている。アスカムは後年、次のようなジェーンの言葉を文章に記している。

父や母と一緒に居るとき、私は話していても黙っていても、座っても立っても歩いても、何かを食べても飲んでも、悲しむのでも楽しむのでも、縫物をしても、遊んだり踊ったりしても、または何か別のことをしていても、私はそれら全ての言動を、まるで神が世界を完全な形で創り給うたのと同じくらい、程度、精度、頻度を考えながら完璧に振る舞わねばなりません。そうしなければ強い口調で叱り飛ばされ、怖い言葉で脅しつけられ、それどころか最近では腕を掴まれたり、つねられたり、つつかれたりと、色々な罰を受けます（そういう罰に対する我慢強さを自慢しようというのではありません）。罰が手加減されないときは、地獄に落ちたような気分です。

トマス・シーモアの屋敷で暮らした時期、ジェーンは両親との同居時よりもずっと大きな自由を享受したため、帰宅後の両親の厳しい躾に反発した。そこでフランセスは、将来に備えて従順な妻および母としての役割を自覚するよう、娘に義務付けた。また、グレイ夫妻と親交のあったスイスの神学者ハインリヒ・ブリンガーがジェーンに送った訓戒の手紙は、ジェーンの反抗的な態度を改めさせるのに効果があったようで、両親はそのことでブリンガーに感謝状を送っている。

### 女王の母
ジェーンにはサマセット公爵の嫡男エドワード・シーモア卿との縁談が持ち上がったが、婚約に至らなかった。その後、グレイ家にはサマセット公を失脚させて国政の実権を握ったノーサンバランド公爵からの縁談が舞い込んだ。ノーサンバーランド公はジェーンと自分の四男ギルフォード・ダドリー卿、また同時にフランセスの次女キャサリンとペンブルック伯爵家の嫡男ヘンリー・ハーバート結婚させることを提案した。この提案はプロテスタント貴族の指導者層の間の政治的な結束を強めることと同時に、カトリック信徒のメアリー王女の王位継承という、来たるべき危機への対抗をも目的としていた。フランセス自身はジェーンとギルフォードとの結婚を良い結果にはならないと見ていたが、止めることは出来なかった。ヘンリー・グレイもノーサンバランド公の圧力を受け、ジェーンを説得して結婚に同意させた。同時代人のロバート・ウィングフィールド（Robert Wingfield of Brantham）によれば、フランセスはこの縁組に強く反対したが、「女の悪い予感など誰も真面目に受け取らなかった」。
ジェーンの婚礼の際、フランセスは嫌がる娘を力ずくで教会の祭壇に引っ張っていったという俗説が広く流布しているが、これはジュリオ・ラヴィリオ・ロッソ（Giulio Raviglio Rosso）の "Historia delle cose occorse nel regno d'Inghilterra" の中に登場する記述を故意に書き変えた改変版を出典とする。また、この改変版の他の記述では、ジェーンは母フランセスではなく父ヘンリー・グレイに殴られて無理やり従わされたという。つまり改変版の主張では、ジェーンは母親には反論したが父親の叱責には従ったのである。ラヴィリオ・ロッソのオリジナル版は単に「彼女はしばらくこの結婚に抵抗したが、母親の説得と父親の叱咤に従った」と記述するのみである。 両親が娘の結婚相手を決めるのが当たり前だったテューダー朝時代に、娘が両親の意思に逆らうことは異例であるし、むしろ「不自然」とさえ言える。当時の一般的な考え方として、子供はその両親に従順でいることが義務付けられており、親の子供に対する権威は広く認められていた。フランセスが娘を乱暴に扱ったとする、近年まで長く一般的だった描写は、そうした歴史的な背景を度外視している。
グレイ家の2人の娘たちの結婚式は、1553年5月21日にダラム・ハウスで行われた。長女ジェーンとギルフォード、次女キャサリンとヘンリー・ハーバートが結婚し、末娘のメアリーも同族のアーサー・グレイと婚約した。結婚して1週間後、ジェーンは早くも姑のノーサンバランド公爵夫人と衝突し、婚家の許可なく実家を訪れて母フランセスに相談に来ている。この時のジェーンの取り乱し様から、おそらく姑に自分が死の床にあるエドワード6世の王位継承者に指名されることを聞かされたと思われる。ジェーンの里帰りのため、フランセスとノーサンバランド公爵夫人との間には緊張が生じた。フランセスは娘を自分の屋敷に留まらせようとし、ノーサンバランド公爵夫人はこれを聞いて腹を立てたが、息子ギルフォードになだめられた。ジェーンの帰宅騒動はスキャンダルに発展したので、ジェーンとギルフォードの若い夫婦は人目を避ける必要からチェルシーに連れて行かれた。
フランセスは7月8日にジェーンに呼び出された。彼女はその数日前に余命幾何もないエドワード6世に謁見し、王から自身の王位継承権を放棄して一介の貴族となり、嫌がっているジェーンに女王になるよう説得してほしい、と頼まれていた。フランセスは女王となった自分の娘の臣下の一人として、ジェーンのロンドン塔入城に随行したが、当時の人々の目には、王位継承順から言っても親子の関係から言っても、母が娘にひざまずく姿は秩序の逆転のように思われた。ロンドン塔でジェーンが女王として君臨した数日間、フランセスは傍らで娘を支え、ジェーンの支持者たちを束ねる役目を果たしたが、そのせいでフランセスと娘婿ギルフォードとの間に衝突が起きた。しかし、国民の多くがメアリー王女を次の統治者として支持していることが判明すると、フランセスは大変なショックを受け、泣きながらメアリー王女に彼女を女王と認めるとする手紙を書き送った。

### 宮廷での復権
ジェーンの政権がわずか9日間で崩壊した後、王位に就いたメアリー1世はフランセスとの友情を慮り、すぐにグレイ家の者に赦しを与えた。しかし、ジェーンと夫ギルフォードはそのままロンドン塔内の牢に収監され、7月28日にはヘンリー・グレイも逮捕された。フランセスは必死の思いで女王に家族の助命を嘆願した。フランセスはノーサンバランド公爵一派として彼女を非難する声にも屈しなかった。ヘンリー・グレイが収監中に次第に健康を害すると、フランセスはジェーンの最も重要な庇護者と見なされていたノーサンバランドを、夫を殺そうとしたと主張した。フランセスの告発は、ジェーンだけに罪を被せて自分の家族を救おうとしていたノーサンバランド公爵夫人の目論見をつぶすものとなり、ジェーンの立場に有利に働いた。メアリー女王はフランセスの嘆願を聞き入れて、7月31日にヘンリー・グレイを釈放した。ジェーンは牢に入れられたままだったが、メアリー女王は彼女についても恩赦を与える気でいた。
しかしヘンリー・グレイはメアリー1世に対する反乱に参加したことで、長女ジェーンと運命を共にすることになった。ワイアットの乱鎮圧後、再逮捕されたヘンリー・グレイと収監されたままだったジェーンは、父娘ともども大逆罪で死刑を宣告された。ジェーンは1554年2月12日に、ヘンリーは2月23日に処刑された。家族の中でフランセスは唯一人、メアリー女王に謁見を許され、少なくとも自身の恩赦を得ることが出来た。この困難な時期にフランセスと下の娘2人が宮廷への復帰を許されたのは、恩赦を象徴する出来事だったと言える。ヘンリー・グレイの財産は死刑宣告に伴って政府に没収されたため、フランセスと2人の娘には何も残されなかった。次女キャサリンは、姉ジェーンの失脚直後に義父から夫ヘンリー・ハーバートとの結婚無効を言い渡されたので、フランセスには未成年の2人の娘を1人で養う責任が生じた。女王の恩赦が出た後、フランセスが死んだ夫の財産を取り戻すことは法的には可能だったが、実際に財産を取り戻すにはしばらくの時間がかかった。
カトリック信徒のメアリーの治世下、フランセスはプロテスタントへの共感を隠し、体制に順応して便宜的にカトリックを奉じた。しかし次の逸話は、フランセスがかなりの程度プロテスタントの宗教活動に協力していたことを窺わせる。プロテスタント派の印刷業者ジョン・デイがジェーン本人の書いた書簡を入手し、フランセスやその継母キャサリン・ウィロビーと親交のあったサー・ウィリアム・セシルが用意した隠れ家で書簡を印刷しているのである。当時、ジェーン直筆の手紙を印刷したパンフレットを出回らせることは、ジェーンを失脚させて即位したメアリー女王の統治を非難する最も痛烈なやり方であった。ジョン・デイによるジェーンの手紙の入手経路は不明であるが、ジェーン自身の母フランセスから提供されたというのが、出所としては最も可能性が高い。万一フランセスがこのパンフレット騒動に関与していたとしても、メアリー女王がそれに気付くことはなく、1554年4月にはフランセスに財産の一部を返還した。同年7月、フランセスは女王私室付きの女官に任命され、彼女はいつでも女王と接することのできる、宮廷で最も女王個人と近しいグループの一員となった。2人の娘キャサリンとメアリーも宮廷の女官に任命された。

### 2度目の結婚生活
その頃、フランセスの私生活には重要な出来事が次々に起きた。フランセスがかつて一時世話したマーガレットとフランシス・ウィロビー姉弟を引き取った叔父ジョージ・メドレーは、失敗したワイアットの乱に参加していた。メドレーはヘンリー・グレイとは違い釈放されたものの、監獄生活のせいでひどく健康を害した。メドレーが死ぬと、フランセスは孤児たちを気遣い、彼ら姉弟を再び引き取ることにした。彼女はフランシスのために学校を設立し、マーガレットを宮廷に送り込んだ。マーガレットはフランセスの末娘メアリーの親友になった。1555年、フランセスの幼馴染み、親友、そして継母であるキャサリン・ウィロビーがその親プロテスタント姿勢から大法官スティーブン・ガーディナーの追及を受け、イングランドに居られなくなって国外に亡命した。その直後、フランセスの異母姉アンは再び父チャールズ・ブランドンの遺産を請求してきた。フランセスは極めて困難な状況に陥った。自身の相続権を守る必要に加えて、政府に一時的に差し押さえられたキャサリン・ウィロビーの相続資産についても守るために係争せねばならなかったのである。
こうした厄介ごとに加えて、王室の周囲ではフランセスとデヴォン伯爵を結婚させる計画が浮上しており、すでに宮廷の人々の噂になっていた。デヴォン伯はエリザベス・オブ・ヨークの妹キャサリン・オブ・ヨークの孫でフランセスの又従弟にあたり、王室の血筋を引く者の一人だったが、精神的にかなり不安定な人物だった。フランセスがこの縁談から逃れるためには、別の男性と結婚して既成事実を作る必要があった。デヴォン伯は1555年5月にイングランドを出国したが、フランセスはそれより前、彼女に主馬頭として仕えるエイドリアン・ストークスと再婚していた。18世紀の誤った肖像画の認定により、ストークスはフランセスよりも15歳年下であると信じられた。しかし同時代の史料によれば、ストークスは1519年3月4日生まれであることが確認できるため、実際には夫婦の年齢差は2歳ほどだったと判っている。2人の結婚の日は18世紀にはヘンリー・グレイの処刑の3週間後だったとされたが、これはフランセスの人格を貶めるために作られた伝説の一端に過ぎない。スペイン大使は1555年初め、本国への書簡の中でフランセスとデヴォン伯の結婚が近いと推測しているので、この時点ではフランセスとストークスの結婚など考えられなかったようである。歴史家たちによれば、結婚の日付に関する誤解は、16世紀のイングランドで使用されていたユリウス暦が3月25日に新年を迎えることに起因する混乱に由来している。
フランセスとストークスの結婚生活は様々に評されている。現代の大方の歴史家たちの見解が一致しているのは、フランセスは慎重さから、平凡な立場の男を結婚相手に選んだということである。王位継承権を持つフランセスが高位の諸侯と結婚して産む子供には、王座に近いことから来る危険が付きまとう。そしてその危険はフランセス自身の命にも関わるということは、すでに彼女自身経験済みだった。それに対して、平凡な紳士階層の男との結婚で生まれる子供が王位継承者候補と見なされることはまずなかった。しかし同時代人は、フランセスとストークスの結婚は王家の血を引く彼女の品位を落とすものと見なし、彼女を軽蔑してサフォーク公爵夫人の儀礼称号で呼ぶことを止める者もいた。エリザベス王女はフランセスの再婚を聞いたとき、驚きのあまり「え? あのご婦人はご自分の馬丁と結婚なさったの?」と聞いたという伝説がある。ただし史料においても、エリザベスは1561年春にスペイン大使に宛てた書簡の中で、従姉フランセスの再婚（およびキャサリン・ウィロビーの再婚）に触れて、「もし彼女がサフォーク公爵夫人と同じように自分の使用人と結婚したら、どう思われますか?」と書いている。しかし、ストークスとの結婚生活には愛情も通っていたようであり、フランセスは後に遺言執行者にストークスを指名した。後年、ストークスは不遇な環境にあった継娘レディ・メアリー・グレイの世話を引き受けている。

### 晩年
ストークスとの再婚後、フランセスは残りの人生を宮廷から離れて過ごした。次女キャサリンはそのまま宮廷に女官として仕えたが、まだ10歳だった三女メアリーは母に引き取られた。フランセスはストークスの子を何度か身ごもったが、どの子も生まれてすぐに死んだ。その上、年齢を重ねてからの妊娠・出産はフランセスの健康をひどく損ねた。1558年に独身のエリザベス女王が即位すると、フランセスの次女キャサリンが潜在的な王位継承者候補と見なされるようになった。しかしエリザベスはキャサリンに不信感を抱き、彼女を宮廷から追放した。キャサリンはイングランド国中の知り合いを頼ってあちこち旅していたが、1559年の夏、かつて姉ジェーンと縁談のあったハートフォード伯爵と知り合い、恋愛関係になった。同年10月、ハートフォード伯はフランセスの「快諾により、彼女の娘レディ・キャサリンとの結婚を許された」。
フランセスはもちろん、キャサリンが王家の一員であり、その結婚には女王の賛成が必要だとを自覚していた。フランセスはストークスとともに相談の上、ハートフォード伯に「貴方は娘にとってとても相応しい夫になるでしょう、もし女王陛下と陛下の名誉ある枢密院が祝福して下さるならば 」と答えた。そしてストークスがハートフォード伯と話し合った上で、女王に結婚の許しを乞う手紙の草稿を書くことにした。ストークスは手紙の草稿に次のように書いた。

このような高貴な男性が彼女［フランセス］の娘レディ・キャサリンに好意を寄せてくれた次第ですので、善良で寛大な女主人であられる女王陛下に膝を屈してお願いいたしますが、何卒彼女［キャサリン］と先ほど申しました伯爵との結婚に陛下の了承を下さいますよう、これは彼女［フランセス］の死を目前にしての唯一の願いであり、彼女が死を穏やかに迎えるための何よりの助けとなります。

フランセスはこのとき重い病気に罹っており、死期が近いと悟っていた。彼女は手紙を送るとキャサリンを屋敷に呼び、次のように話した。「私はお前に夫を与えました。もうお前はその気になれば、彼に真心を捧げてもいいのですよ」。キャサリンは喜び、ハートフォードに愛を捧げる心の準備は出来ていると答えた。11月9日、フランセスは遺言状をしたため、自分の寡婦財産は2人の娘が分割相続するようにと指示した。その他の財産は全て、夫のストークスに遺贈すると決めた。

### 死去
フランセスは1559年11月20日、娘たちや友人たちに見守られながら死去した。彼女の葬儀費用は従妹のエリザベス女王が負担し、王家の一員に相応しい厳かな埋葬式が行われた。12月5日の埋葬式では次女キャサリン・グレイが葬列の先頭に立ち、リッチモンド宮殿から埋葬場所のウェストミンスター寺院まで運ばれるフランセスの棺に付き従った。弔辞はソールズベリー主教ジョン・ジュエルが述べた。紋章官は主教の言葉を次のように書き残している。

全能の神を讃えましょう。神に愛された高貴なるレディ・フランセス閣下、今は亡きサフォーク公爵夫人は、はかないこの世を去り、永遠の王国の一員となりました。

追悼礼拝ではエリザベス女王の制定した聖公会祈祷書が読み上げられ、フランセスの遺体はウェストミンスター寺院内の聖エドマンド礼拝堂に安置された。4年後、寡夫ストークスはフランセスの墓の上に寝棺像を設置した（現存する）。フランセスの石像は公爵夫人の身分に応じてアーミンのマントを身にまとい、頭には冠を付け、祈祷書を腕に抱えている。墓には以下のようなラテン語の銘文が刻まれている。

優雅さもなく、壮麗さもなく、王者の家名もない

広く知られた名声も何の役にも立たない

ここでは全てがかき消され、ただ真実のみに意味がある

墓場の薪と静寂な墓標だけが残る

## 薄情な母親という神話
フランセスはテューダー朝時代の女性の中で、最もいわれのない中傷にさらされた一人である。娘のジェーン・グレイが数百年にわたって無実かつ純粋無垢な存在として美化されたのに対し、フランセスは娘を美化させるためにネガティブな表象を引き受けさせられた。彼女は貪欲で粗野な女性とされ、娘を虐待し、暴力に物を言わせて娘に結婚を強制したという事実無根の非難にさらされた。こうした中傷を元にしたイメージはさらに恣意的に引用され、ジェーンは結婚をめぐり両親に殴打されたという改竄された物語を生み出した。現代の作家たちさえもこのような事実無根の改竄された神話を引用し、神話は小説や歴史書の中に繰り返し登場している。イギリスの歴史作家アリソン・ウィアーは小説 "Innocent Traitor - Lady Jane Grey"（2007年刊）の中で、フランセスを娘ジェーンを虐待する残酷で欲深い母親として描いた。シルヴィア・ユーレヴィッツ＝フライシュミット（Sylvia Jurewitz-Freischmidt）の小説 "Kampf der Königinnen"（2011年刊）はジェーンの結婚をめぐる黒い神話をさらに拡大し、事態に驚いた女家庭教師が引き離すまで、両親が一緒になって娘を殴り続けたという描写をしている。
ジェーンが両親に虐待を受けたという根拠として唯一採用できそうな証言は、グレイ家訪問から20年を経て書かれたロジャー・アスカムのものである。しかし歴史家の一致した見解によれば、ジェーンが両親から受けた躾は、テューダー朝時代の他の貴族の子女たちのそれと何ら変わらないものだった。アメリカ合衆国の歴史作家スーザン・ヒギンボーサムは、例え後にアスカムがスキャンダラスな虐待を匂わせる記述を残したとしても、アスカムがグレイ家訪問直後に書いたジェーンの両親を称賛する内容の手紙は見過ごされるべきではない、と主張した。仮にもしジェーンが体罰を受け抑圧されていたとしても、それはジェーンが両親の権威に従わず頻繁に反抗したためだろう。こうした想像に対する史料上の証拠としては、メアリー女王に宛てたジェーン自身の手紙で、ジェーンは自分と母親との間には何のわだかまりもない、と述べたことが挙げられる。またジェーンは結婚後も、姑と衝突した際、母フランセスに救いを求めてきている。
フランセスはまた、ジェーン擁立計画が失敗に終わった後、夫の恩赦は願い出た一方で、娘については一度も助命嘆願をしなかったと非難された。その証拠として引き合いに出されるのが、ヘンリー・グレイが恩赦を受けたのに対し、ジェーンがロンドン塔に閉じ込められたままだったことである。しかしヘンリー・グレイは娘ジェーンと違い、メアリー1世を敵視する宣言に署名しなかったし、命が危ぶまれるような重病に罹ってもいた。ジェーンの母フランセスに宛てた手紙は現存しないが、ミケランジェロ・フローリオは、ジェーンが幽閉された塔の中から母親に手紙を送ったと報告している。ジェーンとヘンリー・グレイが処刑された後、フランセスはエイドリアン・ストークスと再婚した。フランセスの黒い神話では、この再婚はヘンリー・グレイの死から3週間後のことだったと主張され、彼女の節操のなさと薄情さの根拠として喧伝された。実際には、ストークスとの再婚はグレイの処刑から1年程度たった頃のことだった。また、ストークスはフランセスより15歳年下だったという虚構（実際には2歳年下）も、同様にフランセスの人格を卑しめるために利用された。
フランセスの墓碑銘には3人の娘ジェーン、キャサリンおよびメアリーの名前が言及されていない。これは長い間、母と娘たちの関係が険悪だったためだと解釈されてきた。しかし彼女の墓碑は1563年、2番目の夫エイドリアン・ストークスの注文で作られたものである。この当時、フランセスの次女キャサリン・グレイはハートフォード伯との秘密結婚が明るみに出てエリザベス女王の怒りに触れ、女王に王位継承権を否認されてロンドン塔に収監中の身だった。ストークスはこれ以上エリザベス女王を刺激しないように、問題視されそうなフランセスの娘たちの名前を刻まなかったと考えるのが妥当である。

## 肖像画
ルネサンス時代には肖像画が数多く制作され、多くの人々の姿を現在に伝えている。当時のイングランドの上級貴族の階層に属していたフランセスもまた自分の肖像画を描かせたと思われるが、フランセスを描いたものと確認できる肖像は1点も現存していない。

### 誤認された肖像画
ほぼ300年間にわたりフランセスを描いたものとされてきたハンス・イワースの肖像画は、近年になって誤認定であることが発覚した。誤認定された肖像画に描かれていたのは、デイカー卿夫人メアリー・ファインズとその息子の第10代デイカー卿という母子だと判明したのである。この作品は1727年にカレヴァス（Mr. Collevous）という人物によって競売にかけられた。競売の時にこの作品のカンヴァスの裏側に「サフォーク公爵夫人」と書かれた紙切れが挟まれていたので、それ以降人々はこの絵をフランセスと2番目の夫エイドリアン・ストークスの肖像だと思い込み、そのように扱ってきたのである。
この肖像画は1986年、美術史家スーザン・フォイスター（Susan Foister）によって初めて、広く知られているデイカー卿夫人の肖像画と同じ人物が描かれていると証明された。この絵の女性と同じ人物が描かれていると認定されたデイカー卿夫人の肖像画というのは、背景に彼女の死別した夫第9代デイカー卿の肖像が飾られている、同じイワースの手になる作品である。スーザン・フォイスターの説得力ある証明により、2つの絵画が同一人物を描いたものだと公式に認められた。決め手となったのは、両方の絵画の婦人が左手薬指に嵌めている指輪が全く同じものだという点だった。
19世紀になると、この肖像画をフランセス・ブランドンとエイドリアン・ストークスだとする間違った判定を根拠として、ウェストミンスター・ホールを飾る壁画のシリーズの中に、この肖像画（実際にはデイカー卿夫人のそれ）を参考にしたフランセス・ブランドンの姿（「ドーセット侯爵夫人」と銘打たれている）が加えられた。
この数百年にわたる肖像画の誤認定は、人々がフランセスを残酷で多情な、彼女の伯父ヘンリー8世の女性版のような人物だというイメージを増幅する役割を果たした。肖像画には、ローマ数字で左の女性の横に「36」、右の男性の横に「21」の銘が付けられている。これはこの絵が描かれた時の母子の年齢で、若くして嫁いだデイカー卿夫人は15歳で息子を出産していたのだった。ところが人々はこれをフランセスとストークスの肖像画だと思い込んでいたので、ストークスはフランセスよりも15歳も年下の若い青年だとする説が知られるようになったのである。この肖像画をストークス夫婦の肖像だと思い込んだ人々は、中年のフランセスが若い男の肉体に溺れ、相手の身分の低さも構わず、最初の夫が斬首されてからわずか3週間後に再婚した、という虚構のイメージを掻き立てられた。こうした「黒い神話」は、今日では事実とかけ離れた俗説と見なされている。実際には、ストークスとフランセスの間には2歳の年齢差しか無かったし、再婚もヘンリー・グレイの死後1年ほど経ってからだったと判明している。
- （A）デイカー卿夫人メアリー・ファインズと息子の肖像、ハンス・イワース画。長くフランセスとその再婚相手エイドリアン・ストークスの肖像だと誤認されてきた。夫人の側に「36」、息子の側に「21」のローマ数字が銘打たれている。これがフランセスとストークスが15歳差だったとする誤った説を生み出した。
- （B）ウェストミンスター・ホールの壁画に登場するフランセス。「ドーセット侯爵夫人」と紹介されている。この肖像は（A）の肖像画をフランセスとストークスの肖像だとする誤解に基づいて、（A）の肖像画を元に制作された。そのため実際のフランセスの面影を伝えるものでは全くない。
- （C）デイカー卿夫人の肖像、ハンス・イワース画。この肖像画と（A）の肖像画の女性が同一人物だとする判定がなされたおかげで、300年にわたるフランセスの肖像画に関する誤認が解消された。

### 議論のある肖像画
様々な肖像画や人物スケッチが、美術専門家たちの間で、その肖像を誰と同定すべきなのかで意見が一致しないものも存在する。そうした作品は、あまりにもその肖像に関するヒントが少ないために、説得力ある人物同定が不可能な場合が多い。ハンス・ホルバイン (子) の作品のうち、肖像画の下絵として描かれたスケッチ2点が、フランセス・ブランドンの肖像として描かれた可能性があるとされている。両方とも描かれて時間が経過してから、人物を示すための銘文が付け加えられている。数点の史料の主張するところでは、人物同定のための銘を付け加えたのは、フランセスの同時代人でエドワード6世の家庭教師を務めた学者ジョン・チークだったとされる。また別の史料によれば、銘が付け加えられたのは18世紀初頭のことだったとされ、意見が一致していない。
銘文が正しいとする観点に立てば、「ドーセット侯爵夫人（The Marchioness of Dorset）」と銘のついたスケッチは、フランセスか、あるいはフランセスの最初の夫の母であるマーガレット・ウォットンを描いた作品ということになる。スケッチの制作年が不明な上に、嫁と姑の関係にあたる2人の女性はどちらもドーセット侯爵夫人の称号で呼ばれたので、このスケッチがどちらを描いたのかはっきりしない。
「サフォーク公爵夫人（Duchess of Suffolk）」の銘を持つスケッチもまた同じような問題を抱えている。このスケッチは大抵の場合、フランセスの父チャールズ・ブランドンの4番目の妻となったキャサリン・ウィロビーとして紹介される。彼女はブランドンと死別した後もサフォーク公爵夫人の称号で知られていた。ところがフランセスも1551年に夫の受爵に伴って公式にサフォーク公爵夫人と呼ばれるようになったので、銘文が示す人物はフランセスだとも解釈できるのである。こちらも先ほどと同様に制作年が不明な上に、同時代に同じ称号で呼ばれた女性が複数存在するせいで、同定が困難である。
- 「ドーセット侯爵夫人」、ハンス・ホルバイン（子）の素描。
- 「サフォーク公爵夫人」、ハンス・ホルバイン（子）の素描。

## 子女
最初の夫ヘンリー・グレイとの間に以下の子女をもうけた。
- ヘンリー・グレイ（夭折） - ハリントン卿
- 娘（夭折）
- ジェーン・グレイ（1537年 - 1554年） - 1553年、ギルフォード・ダドリー卿と結婚
- キャサリン・グレイ（英語版）（1540年 - 1568年） - 1553年に第2代ペンブルック伯爵ヘンリー・ハーバート（英語版）と結婚（1554年離婚）、1560年に初代ハートフォード伯爵エドワード・シーモアと再婚
- レディ・メアリー・グレイ（英語版）（1545年 - 1578年） - 1565年、トマス・キース（英語版）と結婚

2番目の夫エイドリアン・ストークスとの間には以下の子女をもうけた。
- エリザベス・ストークス（1555年 - 1556年）

## 系図
|                                |                                |                                |                                |                                       |                                |              |              |              |              |              |              |              |              |  |  |             |             |             |             |             |             |  |  |               |               |               |               |               |               |  |  |               |               |               |               |               |               |  |  |                  |                  |                  |                  |                  |                  |  |  |  |  |  |  |  |  |  |  |  |  |  |  |  |  |  |  |  |  |  |  |  |  |  |  |  |  |  |  |  |  |  |  |  |  |
|                                |                                |                                |                                |                                       |                                |              |              |              |              |              |              |              |              |  |  |             |             |             |             |             |             |  |  |               |               |               |               |               |               |  |  | ヘンリー7世   |               |               |               |               |               |  |  |                  |                  |                  |                  |                  |                  |  |  |  |  |  |  |  |  |  |  |  |  |  |  |  |  |  |  |  |  |  |  |  |  |  |  |  |  |  |  |  |  |  |  |  |  |
|                                |                                |                                |                                |                                       |                                |              |              |              |              |              |              |              |              |  |  |             |             |             |             |             |             |  |  |               |               |               |               |               |               |  |  |               |               |               |               |               |               |  |  |                  |                  |                  |                  |                  |                  |  |  |  |  |  |  |  |  |  |  |  |  |  |  |  |  |  |  |  |  |  |  |  |  |  |  |  |  |  |  |  |  |  |  |  |  |
|                                |                                |                                |                                |                                       |                                |              |              |              |              |              |              |              |              |  |  |             |             |             |             |             |             |  |  |               |               |               |               |               |               |  |  |               |               |               |               |               |               |  |  |                  |                  |                  |                  |                  |                  |  |  |  |  |  |  |  |  |  |  |  |  |  |  |  |  |  |  |  |  |  |  |  |  |  |  |  |  |  |  |  |  |  |  |  |  |
|                                |                                |                                |                                | マーガレット                          | マーガレット                   | マーガレット | マーガレット | マーガレット | マーガレット |              |              |              |              |  |  |             |             |             |             |             |             |  |  |               |               |               |               |               |               |  |  | ヘンリー8世   | ヘンリー8世   | ヘンリー8世   | ヘンリー8世   | ヘンリー8世   | ヘンリー8世   |  |  | メアリー         | メアリー         | メアリー         | メアリー         | メアリー         | メアリー         |  |  |  |  |  |  |  |  |  |  |  |  |  |  |  |  |  |  |  |  |  |  |  |  |  |  |  |  |  |  |  |  |  |  |  |  |
|                                |                                |                                |                                | マーガレット                          | マーガレット                   | マーガレット | マーガレット | マーガレット | マーガレット |              |              |              |              |  |  |             |             |             |             |             |             |  |  |               |               |               |               |               |               |  |  | ヘンリー8世   | ヘンリー8世   | ヘンリー8世   | ヘンリー8世   | ヘンリー8世   | ヘンリー8世   |  |  | メアリー         | メアリー         | メアリー         | メアリー         | メアリー         | メアリー         |  |  |  |  |  |  |  |  |  |  |  |  |  |  |  |  |  |  |  |  |  |  |  |  |  |  |  |  |  |  |  |  |  |  |  |  |
|                                |                                |                                |                                |                                       |                                |              |              |              |              |              |              |              |              |  |  |             |             |             |             |             |             |  |  |               |               |               |               |               |               |  |  |               |               |               |               |               |               |  |  |                  |                  |                  |                  |                  |                  |  |  |  |  |  |  |  |  |  |  |  |  |  |  |  |  |  |  |  |  |  |  |  |  |  |  |  |  |  |  |  |  |  |  |  |  |
| スコットランド王 ジェームズ5世 | スコットランド王 ジェームズ5世 | スコットランド王 ジェームズ5世 | スコットランド王 ジェームズ5世 | スコットランド王 ジェームズ5世        | スコットランド王 ジェームズ5世 |              |              | マーガレット | マーガレット | マーガレット | マーガレット | マーガレット | マーガレット |  |  | メアリー1世 | メアリー1世 | メアリー1世 | メアリー1世 | メアリー1世 | メアリー1世 |  |  | エリザベス1世 | エリザベス1世 | エリザベス1世 | エリザベス1世 | エリザベス1世 | エリザベス1世 |  |  | エドワード6世 | エドワード6世 | エドワード6世 | エドワード6世 | エドワード6世 | エドワード6世 |  |  | フランセス       | フランセス       | フランセス       | フランセス       | フランセス       | フランセス       |  |  |  |  |  |  |  |  |  |  |  |  |  |  |  |  |  |  |  |  |  |  |  |  |  |  |  |  |  |  |  |  |  |  |  |  |
| スコットランド王 ジェームズ5世 | スコットランド王 ジェームズ5世 | スコットランド王 ジェームズ5世 | スコットランド王 ジェームズ5世 | スコットランド王 ジェームズ5世        | スコットランド王 ジェームズ5世 |              |              | マーガレット | マーガレット | マーガレット | マーガレット | マーガレット | マーガレット |  |  | メアリー1世 | メアリー1世 | メアリー1世 | メアリー1世 | メアリー1世 | メアリー1世 |  |  | エリザベス1世 | エリザベス1世 | エリザベス1世 | エリザベス1世 | エリザベス1世 | エリザベス1世 |  |  | エドワード6世 | エドワード6世 | エドワード6世 | エドワード6世 | エドワード6世 | エドワード6世 |  |  | フランセス       | フランセス       | フランセス       | フランセス       | フランセス       | フランセス       |  |  |  |  |  |  |  |  |  |  |  |  |  |  |  |  |  |  |  |  |  |  |  |  |  |  |  |  |  |  |  |  |  |  |  |  |
| スコットランド女王 メアリー1世 | スコットランド女王 メアリー1世 | スコットランド女王 メアリー1世 | スコットランド女王 メアリー1世 | スコットランド女王 メアリー1世        | スコットランド女王 メアリー1世 |              |              | ヘンリー     | ヘンリー     | ヘンリー     | ヘンリー     | ヘンリー     | ヘンリー     |  |  |             |             |             |             |             |             |  |  |               |               |               |               |               |               |  |  |               |               |               |               |               |               |  |  | ジェーン・グレイ | ジェーン・グレイ | ジェーン・グレイ | ジェーン・グレイ | ジェーン・グレイ | ジェーン・グレイ |  |  |  |  |  |  |  |  |  |  |  |  |  |  |  |  |  |  |  |  |  |  |  |  |  |  |  |  |  |  |  |  |  |  |  |  |
| スコットランド女王 メアリー1世 | スコットランド女王 メアリー1世 | スコットランド女王 メアリー1世 | スコットランド女王 メアリー1世 | スコットランド女王 メアリー1世        | スコットランド女王 メアリー1世 |              |              | ヘンリー     | ヘンリー     | ヘンリー     | ヘンリー     | ヘンリー     | ヘンリー     |  |  |             |             |             |             |             |             |  |  |               |               |               |               |               |               |  |  |               |               |               |               |               |               |  |  | ジェーン・グレイ | ジェーン・グレイ | ジェーン・グレイ | ジェーン・グレイ | ジェーン・グレイ | ジェーン・グレイ |  |  |  |  |  |  |  |  |  |  |  |  |  |  |  |  |  |  |  |  |  |  |  |  |  |  |  |  |  |  |  |  |  |  |  |  |
|                                |                                |                                |                                |                                       |                                |              |              |              |              |              |              |              |              |  |  |             |             |             |             |             |             |  |  |               |               |               |               |               |               |  |  |               |               |               |               |               |               |  |  |                  |                  |                  |                  |                  |                  |  |  |  |  |  |  |  |  |  |  |  |  |  |  |  |  |  |  |  |  |  |  |  |  |  |  |  |  |  |  |  |  |  |  |  |  |
|                                |                                |                                |                                | ジェームズ1世 =スコットランド王 同6世 |                                |              |              |              |              |              |              |              |              |  |  |             |             |             |             |             |             |  |  |               |               |               |               |               |               |  |  |               |               |               |               |               |               |  |  |                  |                  |                  |                  |                  |                  |  |  |  |  |  |  |  |  |  |  |  |  |  |  |  |  |  |  |  |  |  |  |  |  |  |  |  |  |  |  |  |  |  |  |  |  |
|                                |                                |                                |                                |                                       |                                |              |              |              |              |              |              |              |              |  |  |             |             |             |             |             |             |  |  |               |               |               |               |               |               |  |  |               |               |               |               |               |               |  |  |                  |                  |                  |                  |                  |                  |  |  |  |  |  |  |  |  |  |  |  |  |  |  |  |  |  |  |  |  |  |  |  |  |  |  |  |  |  |  |  |  |  |  |  |  |
|                                |                                |                                |                                | （ステュアート朝）                    |                                |              |              |              |              |              |              |              |              |  |  |             |             |             |             |             |             |  |  |               |               |               |               |               |               |  |  |               |               |               |               |               |               |  |  |                  |                  |                  |                  |                  |                  |  |  |  |  |  |  |  |  |  |  |  |  |  |  |  |  |  |  |  |  |  |  |  |  |  |  |  |  |  |  |  |  |  |  |  |  |